# Red geosocial

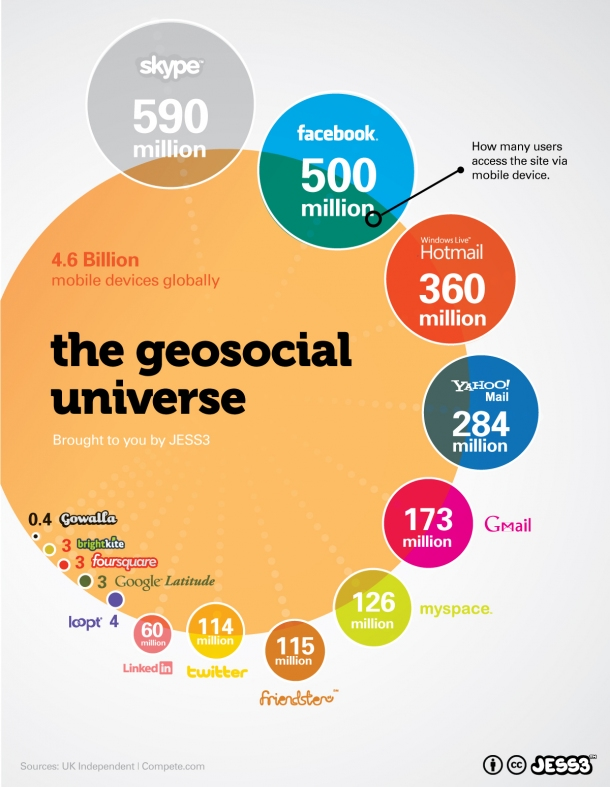
Infografía sobre redes sociales y geosociales.

Una red geosocial es un tipo de red social que incluye funcionalidades relacionadas con la georreferenciación, tales como la geocodificación o la geoetiquetación. Ellas permiten a sus usuarios una dinámica social adicional a la que existe en otras redes sociales, como la interacción basada en el lugar donde se encuentran.
La georreferenciación se puede dar en las redes sociales gracias a localización de la dirección IP, la trilateración de un punto caliente (zona de cobertura wifi), la localización del teléfono móvil o incluso la información enviada por el propio usuario al respecto.
Un ejemplo de una red geosocial es Foursquare lanzado en el 2009 en Estados Unidos, cuenta con 1,3 millones de usuarios en España, según datos de febrero del 2010 de la IAB Spain. Existen otras empresas similares, como Gowalla fundada en el 2007 en la ciudad de Austin (Texas, Estados Unidos). Facebook lanzó en el 2010 la función "places" que permite hacer entradas o check-ins en un sitio específico con el teléfono móvil, convirtiéndose formalmente así en una red con funcionalidades de red geosocial.

## Historia
La evolución geosocial comienza con la implicación social de las Interfaces de programación de aplicaciones por parte de las empresas de Internet a principios del año 2000. 
En el 2007 se crean servicios como Gowalla, citado anteriormente o Brightkite, creado por Brady Becker , Martin May y Alan Seideman, quienes previamente crearon un servicio de notificación via SMS llamado Loopnote, actualmente adquirida por la red social Limbo.
En agosto de 2008 se lanzó un servicio similar llamado Fire Eagle, perteneciente a Yahoo! mediante el cual un usuario puede autorizar a otros servicios el acceso a su localización en sitios web habilitados.
Foursquare comenzó en el 2009 con disponibilidad limitada a 100 áreas de metro en el mundo. En enero del 2010, Foursquare cambia su forma de localización para permitir entradas (check ins) en cualquier sitio del mundo. En enero del 2011, el servicio está disponible para 6 millones de usuarios registrados a nivel mundial.
El 1 de febrero de 2011 Google habilita los check-ins en su aplicación Latitude según su propio blog oficial.